# Хилсборо (Техас)
Хи́лсборо (англ. Hillsboro) — город в США, расположенный в центральной части штата Техас, административный центр округа Хилл. По данным переписи за 2010 год число жителей составляло 8456 человек, по оценке Бюро переписи США в 2018 году в городе проживало 8333 человека.

## История

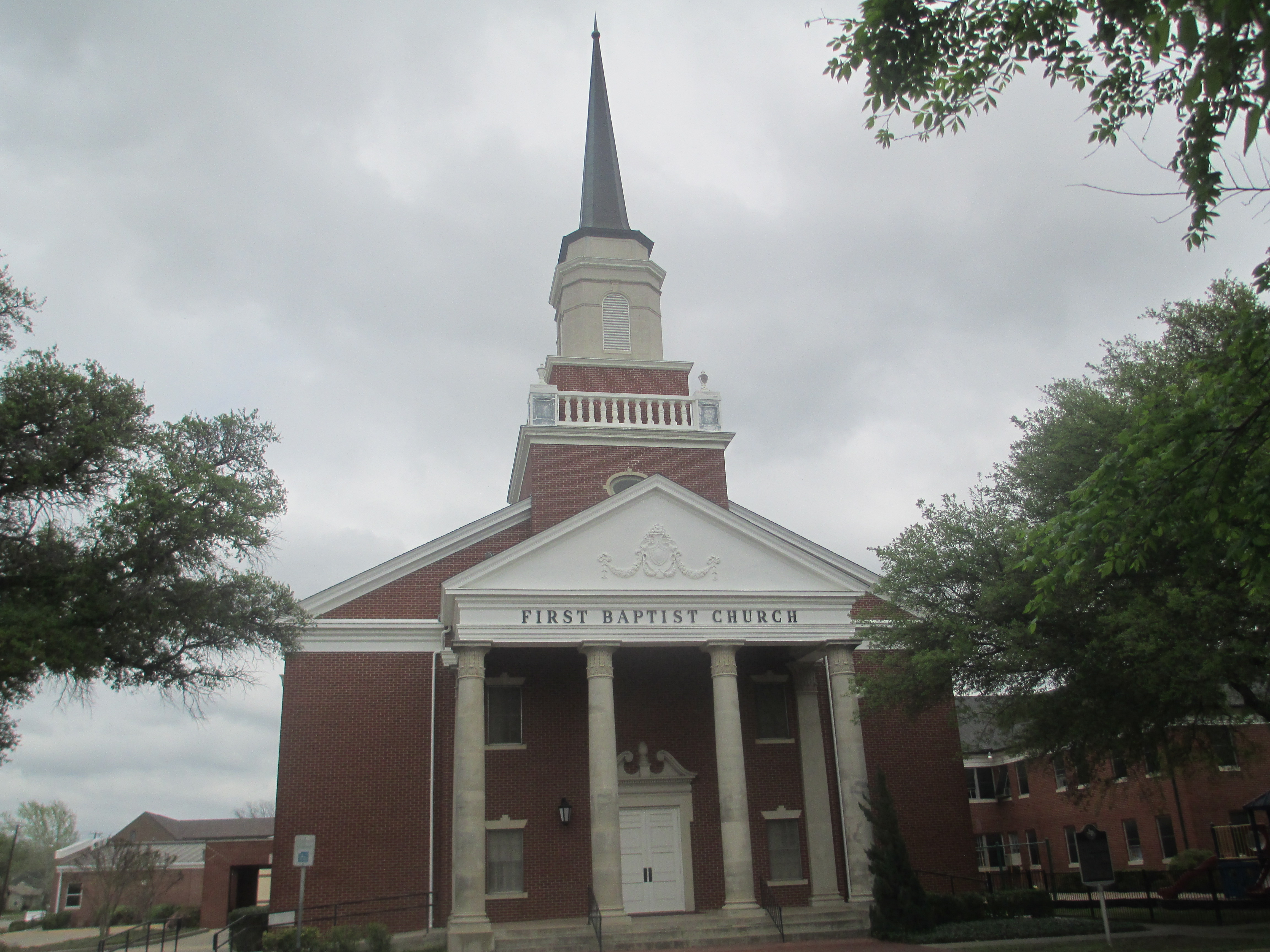
Первая баптистская церковь Хилсборо

При создании округа Хилл, рассматривались три варианта, где разместить административный центр, однако все три варианта были далеко от центра округа. В результате город, названный Хилсборо (англ. Hillsborough) в честь первого поселенца округа Наварро Джорджа Хилла, был построен на земле, пожертвованной Томасом Штайнером. В 1854 году в городе появилось своё почтовое отделение, а в 1881 году Хилсборо получил органы местного управления.
Также в 1881 году в городе появилась первая железная дорога, а в 1888 году в город пришла железная дорога «хлопкового пояса», St. Louis, Arkansas and Texas of Texas. В 1888 году изменилось английское написание города, теперь он назывался Hillsboro.
В 1923 году был построен молодёжный колледж Хилсборо (англ. Hillsboro Junior College), ставший одним из первых муниципальных колледжей Техаса. Однако, после финансовых трудностей в 1940-х годах, в 1950-м году колледж был закрыт.

## География
Хилсборо находится на северо-востоке округа, его координаты: 32°00′33″ с. ш. 97°06′52″ з. д..
Согласно данным бюро переписи США, площадь города составляет 28,4 квадратных километров, из которых примерно 28,2 км2 занято сушей, а менее 0,3 км2 — водное пространство.

### Климат
Согласно классификации климатов Кёппена, в Хилсборо преобладает влажный субтропический климат.
| Показатель                    | Янв.  | Фев.  | Март  | Апр. | Май  | Июнь | Июль | Авг. | Сен. | Окт. | Нояб. | Дек.  | Год   |
| ----------------------------- | ----- | ----- | ----- | ---- | ---- | ---- | ---- | ---- | ---- | ---- | ----- | ----- | ----- |
| Абсолютный максимум, °C       | 31,7  | 36,1  | 37,8  | 38,3 | 40   | 42,8 | 45   | 44,4 | 43,3 | 39,4 | 32,8  | 32,2  | 45    |
| Средний суточный максимум, °C | 14,1  | 16,4  | 20,9  | 25,3 | 29   | 33,3 | 35,7 | 36   | 32,3 | 27   | 20,2  | 15,3  | 25,5  |
| Средняя температура, °C       | 7,7   | 9,8   | 14,1  | 18,7 | 22,9 | 27,1 | 29,2 | 29,3 | 25,8 | 20   | 13,6  | 8,9   | 18,9  |
| Средний суточный минимум, °C  | 1,3   | 3,2   | 7,2   | 12,1 | 16,8 | 20,9 | 22,7 | 22,6 | 19,2 | 13,1 | 6,8   | 2,5   | 12,3  |
| Абсолютный минимум, °C        | −18,3 | −16,7 | −11,1 | −3,3 | 2,8  | 9,4  | 12,8 | 11,7 | 3,3  | −6,1 | −10   | −21,1 | −21,1 |
| Норма осадков, мм             | 58    | 65    | 77    | 102  | 119  | 90   | 50   | 50   | 80   | 87   | 69    | 71    | 918   |
| Источник: weatherbase.com     |       |       |       |      |      |      |      |      |      |      |       |       |       |

## Население

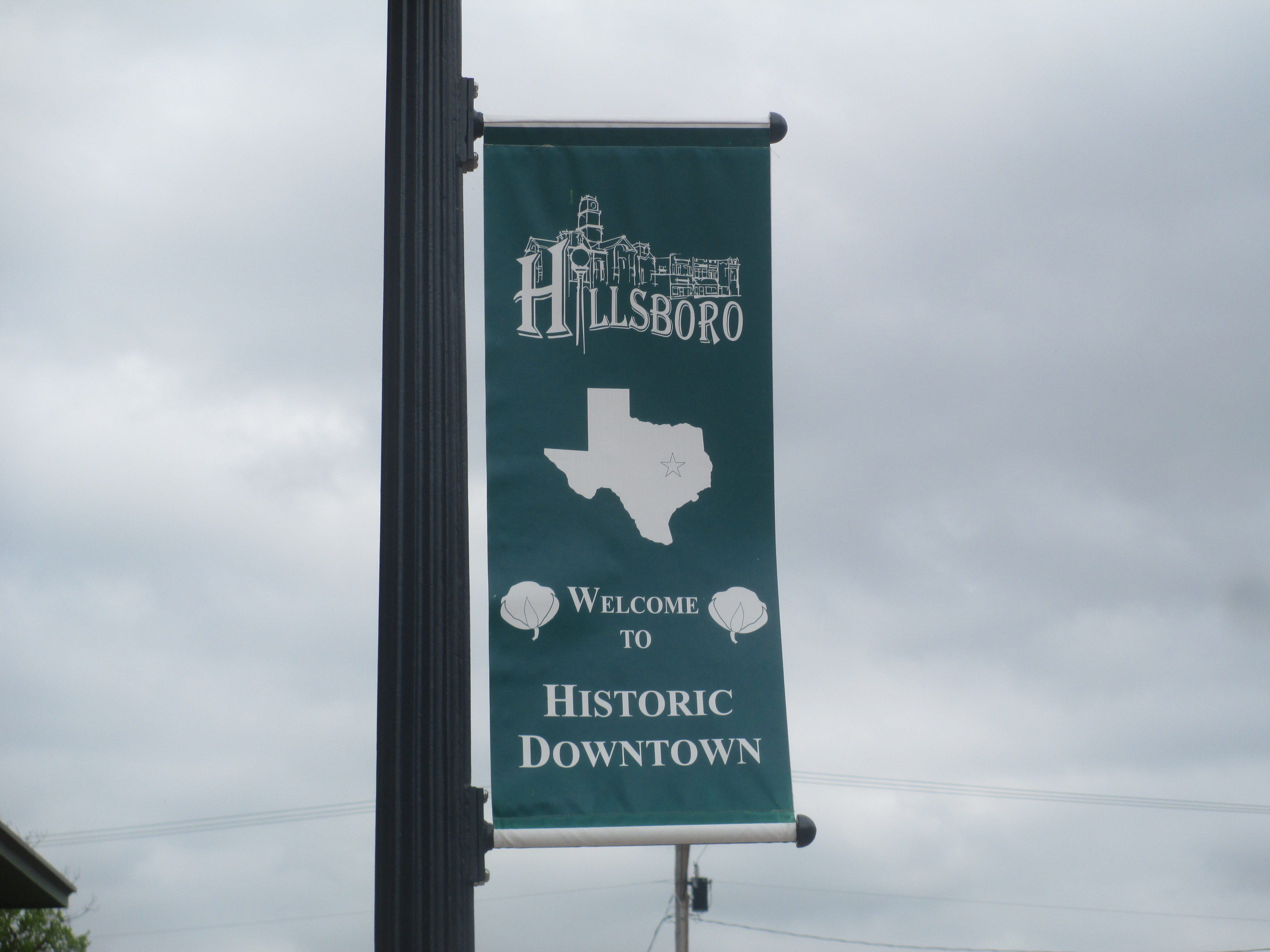
Знак исторического центра Хилсборо

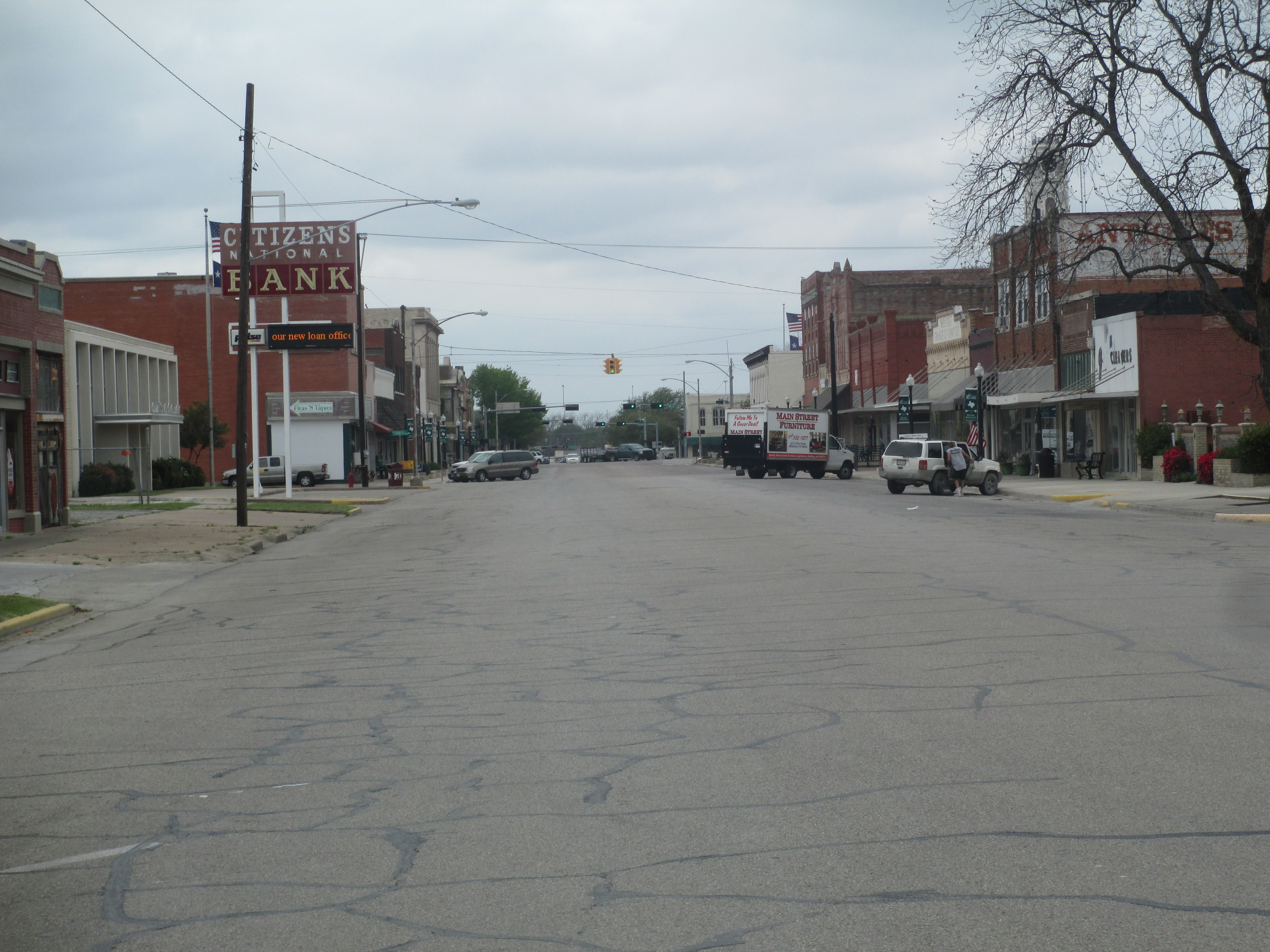
Центр Хилсборо

Согласно переписи населения 2010 года в городе проживало 8456 человек, было 2900 домохозяйств и 1941 семья. Расовый состав города: 65,7 % — белые, 14,5 % — афроамериканцы, 0,5 % — коренные жители США, 0,5 % — азиаты, 0,0 % (1 человек) — жители Гавайев или Океании, 16,2 % — другие расы, 2,5 % — две и более расы. Число испаноязычных жителей любых рас составило 39,1 %.
Из 2900 домохозяйств, в 37,9 % входят дети младше 18 лет. 45,4 % домохозяйств представляли собой совместно проживающие супружеские пары (21,1 % с детьми младше 18 лет), в 16,2 % домохозяйств женщины проживали без мужей, в 5,3 % домохозяйств мужчины проживали без жён, 33,1 % домохозяйств не являлись семьями. В 28,8 % домохозяйств проживал только один человек, 13,8 % составляли одинокие пожилые люди (старше 65 лет). Средний размер домохозяйства составлял 2,72 человека. Средний размер семьи — 3,37 человека.
Население города по возрастному диапазону распределилось следующим образом: 31,7 % — жители младше 20 лет, 27,6 % находятся в возрасте от 20 до 39, 25,4 % — от 40 до 64, 15,3 % — 65 лет и старше. Средний возраст составляет 32,1 года.
Согласно данным пятилетнего опроса 2018 года, средний доход домохозяйства в Хилсборо составляет 39 651 доллар США в год, средний доход семьи — 46 932 доллара. Доход на душу населения в городе составляет 18 399 долларов. Около 17 % семей и 21,7 % населения находятся за чертой бедности. В том числе 31,4 % в возрасте до 18 лет и 12,5 % в возрасте 65 и старше.

## Местное управление
Управление городом осуществляется мэром и городским советом из шести членов, один из которых является заместителем мэра.

## Инфраструктура и транспорт
Через город проходят межштатная автомагистраль I-35, автомагистраль США US 77, а также автомагистрали штата Техас под номерами 22, 81, 171 и 579.
В городе находится муниципальный аэропорт Хилсборо. Аэропорт располагает одной взлётно-посадочной полосой длиной 1219 метров. Ближайшим аэропортом, выполняющим коммерческие пассажирские рейсы, является региональный аэропорт Уэйко примерно в 60 километрах к югу от Хилсборо.

## Образование
Город обслуживается независимым школьным округом Хилсборо. В городе располагается колледж округа Хилл.

## Экономика
Согласно финансовому отчёту города за 2015 год, доходы города в 2015 году составили $14,8 млн, расходы — $13,2 млн, город владел активами на $41,6 млн, в том числе $9,5 млн в наличных и инвестициях, обязательства составляли $17 млн.

## Отдых и развлечения
В Хилсборо был открыт музей техасских музыкантов, который позже переехал в город Уоксахачи, округ Эллис, а потом, после банкротства владельцев здания, в Ирвинг. В музее находятся экспонаты и памятные вещи техасских музыкантов и техасской музыки, в том числе оригинальный гроб Биг Боппера, чьё тело было перезахоронено в 2008 году.
В нескольких километрах от города находится площадка для фестивалей Middlefaire, на которой проводятся Ренессанс-фестиваль и Пиратский фестиваль Техаса.